# República (métro de São Paulo)
República (en portugais : Estação República) est une station de la ligne 3 (rouge) et de la ligne 4 (jaune) du métro de São Paulo. Elle est située au 24, rua do Arouche, à proximité immédiate de la praça da República, à São Paulo au Brésil.

## Situation sur le réseau

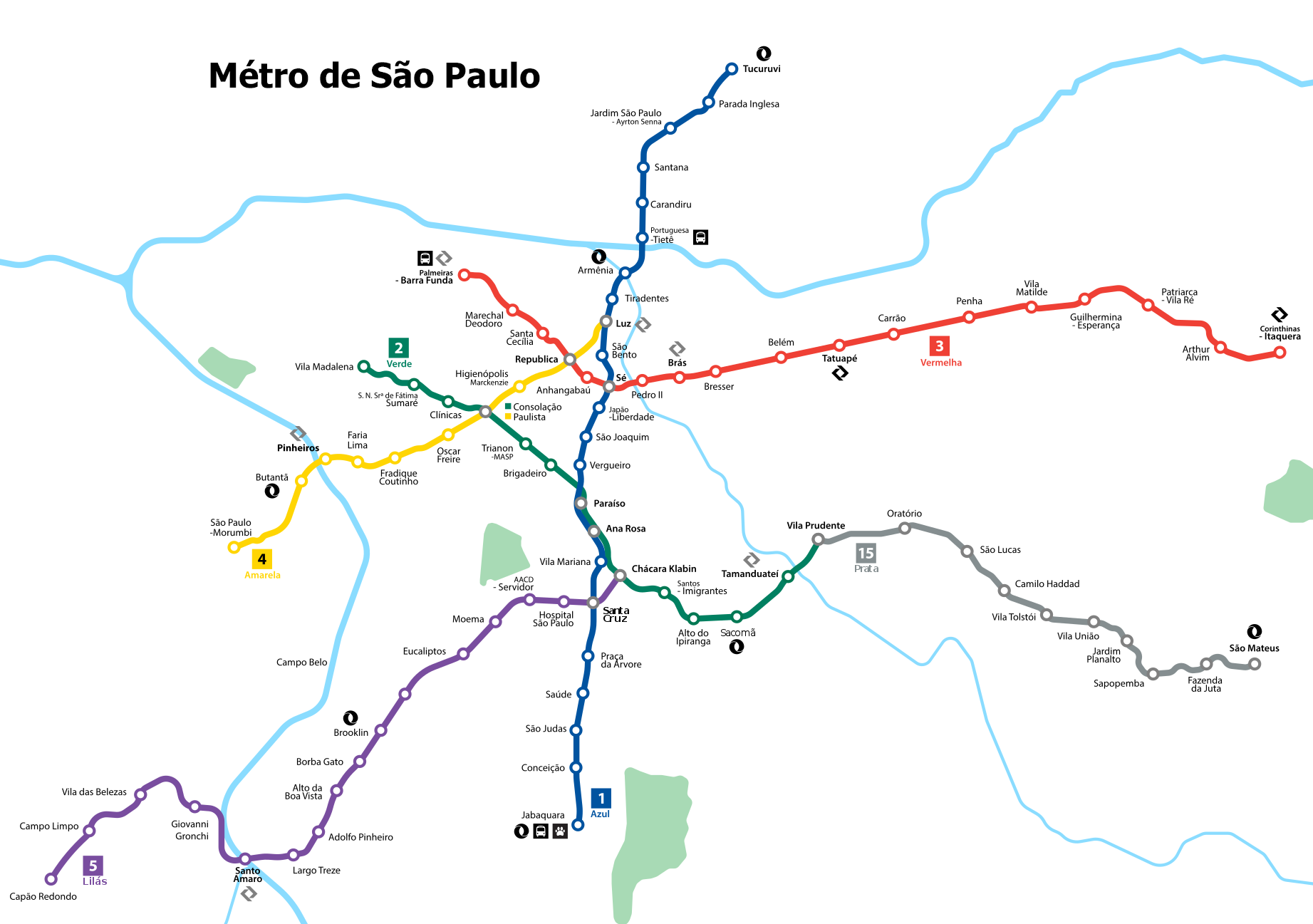
Plan du Métro de São Paulo 2020.

Établie en souterrain, la station República dispose de deux plateformes : sur la ligne 3 du métro de São Paulo (rouge), entre les stations Santa Cecília, en direction du terminus de Palmeiras-Barra Funda, et Anhangabaú, en direction du terminus de Corinthians-Itaquera ; sur la ligne 4 du métro de São Paulo (jaune), entre les stations Luz (le terminus) et Higienópolis–Mackenzie, en direction du terminus de Vila Sônia.

## Histoire
La station República est naugurée le 24 avril 1982, lors de l'ouverture de la ligne 3. Elle dispose d'une deuxième plateforme sur la ligne 4 depuis le 15 septembre 2011.
En 1990, l'artiste visuel brésilien Antonio Peticov (en) a créé une peinture murale pour célébrer le 100e anniversaire du poète et agitateur Oswald de Andrade. Momento Antropofágico com Oswald de Andrade a été installée dans la station Republica. Elle s'inspire de trois œuvres d'Andrade : O Perfeito Cozinheiro das Almas deste Mundo, le Manifeste anthropophage et O Homem do Povo,.

## À proximité
- Place de la République (São Paulo)
- Escola Normal Caetano de Campos, siège du secrétariat d'Éducation de l'état de São Paulo
- Edifício Copan
- Edifício Itália
- Edifício Eiffel
- Edifício Louvre